# 小行星5592
小行星5592（5592 Oshima）是一颗围绕太阳公转的小行星。1990年11月14日，鈴木憲藏、浦田武在丰田市发现了此天体。
这颗小行星的绝对星等为95.63688等。